# Константинос II
Константинос II Гръцки (на гръцки: Κωνσταντίνος Β΄ της Ελλάδας) е крал на Гърция в периода 6 март 1964 г. – 1 юни 1973 г.

## Биография
Син е на крал Павел I. Брат е на испанската кралица София Гръцка. Завършва Военното училище в Атина. Жени се за Анна Мария, принцеса на Дания.
Под влиянието на майка си влиза в конфликт с Георгиос Папандреу (баща на Андреас Папандреу) и го принуждава да подаде оставка като министър-председател (15 юли 1965). Политическата криза и вълненията, последвали оставката на Папандреу, водят до военния преврат от 1967 г. На 13 декември 1967 г. крал Константин II прави неуспешен опит за контрапреврат и напуска страната.
През 1973 г. хунтата провежда референдум, вследствие на който Гърция става президентска република. След падането на хунтата от власт през октомври 1974 г., отново е проведен референдум за форма на управление (8 декември 1974 г.) и с резултат 67,5% от имащите право на глас е потвърдено желанието на народа за република. Оттогава крал Константинос II живее в Лондон, Англия, а Гърция е парламентарна република.